# Heinkel He 116
Heinkel He 116 byl německý čtyřmístný čtyřmotorový dálkový průzkumný letoun smíšené konstrukce. Objednávka dopravce Deutsche Luft Hansa (DLH), zadaná společnosti Heinkel, požadovala stroj pro zamýšlenou leteckou přepravu pošty na Dálný východ přelety horských pásem Pamíru a Himálaje. Této úloze měl odpovídat patřičný dolet letadla a dostup minimálně 7500 m.

## Vývoj a služba
První prototyp označený Heinkel He 116 V1 byl zalétán 9. prosince 1936. Jeho pohon zajišťovaly čtyři osmiválcové vidlicové invertní vzduchem chlazené motory Hirth HM 508 C o vzletovém výkonu 199 kW, které poháněly dvoulisté stavitelné vrtule VDM. U Deutsche Luft Hansa obdržel jméno „Lübeck“, avšak i přes příznivý průběh zkoušek ho německý dopravce nezařadil do služby. Po určitou dobu létal v Rostocku jako zkušební, později byl dislokován na základně Rechlin.
DLH do užívání převzala druhý prototyp He 116 V2 (Werk-Nr.545, D-AJIE, „Schlesien“), který představoval vzor verze A, a čtvrtý prototyp dokončený jako třetí kus He 116 A-02 (V4, D-ATIO, „Hamburg“).
Do začátku roku 1938 vyrobila firma Heinkel čtyři stroje varianty He 116 A-0 a navíc dva prototypy He 116 V7 (D-ADEG) a He 116 V8 objednané RLM, které měly převzít roli fotografického průzkumu. Tyto dva prototypy byly vybaveny novými prosklenými příděmi spolu s prodlouženým trupem na 14,30 m a staly se vzorem pro šest sériových letounů pro Luftwaffe, kde obdržely označení He 116 B-0.
Dva letouny He 116 A-0 zakoupilo Japonsko (J-BAKD, „Nogi“ a J-EAKF, „Togo“). Do Tokia byly dodány 29. dubna 1938 a následně sloužily u Mandžuské letecké společnosti (MAL). Létaly do konce války na poštovním spojení s mateřskými ostrovy.
Exemplář He 116 A-03 (V3, D-AFRD, „Rostock“) byl v roce 1938 upraven za účelem ustavení světového rekordu v dálkovém letu. Nosná plocha křídla byla zvětšena prodloužením rozpětí na 25 m společně s úpravou pohonných jednotek HM 508 H. Letoun dostal označení He 116 R a ke svému rekordnímu letu odstartoval 30. června 1938. Za 46 hodin a 18 minut překonal průměrnou rychlostí 215,6 km/h vzdálenost 10 000 km.

## Specifikace (He 116 B-0)

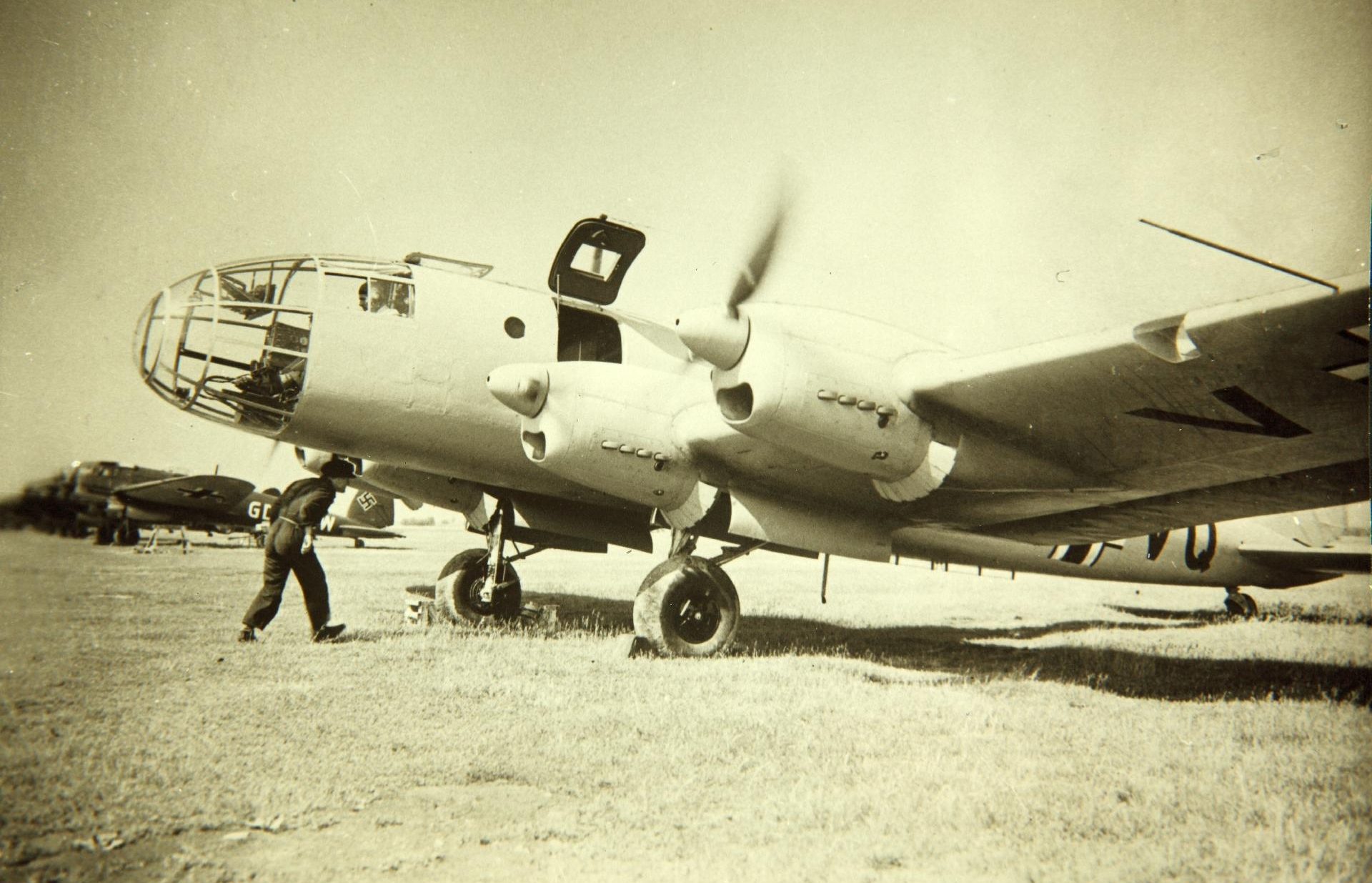
He 116

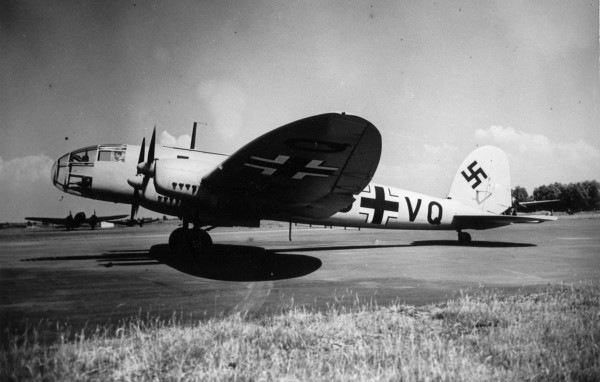
He 116

### Technické údaje
- Osádka: 4
- Rozpětí: 22,00 m
- Délka: 13,7 m
- Výška: 3,3 m
- Hmotnost prázdného letounu: 4050 kg
- Vzletová hmotnost: 7130 kg
- Pohonná jednotka: 4 × vzduchem chlazený vidlicový osmiválec Hirth HM 508C
  - Vzletový výkon motoru: 199 kW (270 k)

### Výkony
- Maximální rychlost u hladiny moře: 286 km/h
- Maximální rychlost ve výšce 3000 m: 325 km/h
- Cestovní rychlost u hladiny moře: 260 km/h
- Cestovní rychlost ve výšce 3000 m: 300 km/h
- Doba výstupu do výšky 1000 m: 4,2 min
- Doba výstupu do výšky 4000 m: 17 min
- Praktický dostup: 6500 m
- Maximální dolet: 3420 km